# Slapska Reka
Slapska Reka (makedonska: Слапска Река) är ett vattendrag i Nordmakedonien. Det rinner genom kommunen Bogovinje, i den västra delen av landet, 50 kilometer väster om huvudstaden Skopje.